# Wohnanlage Marcusallee 2/4

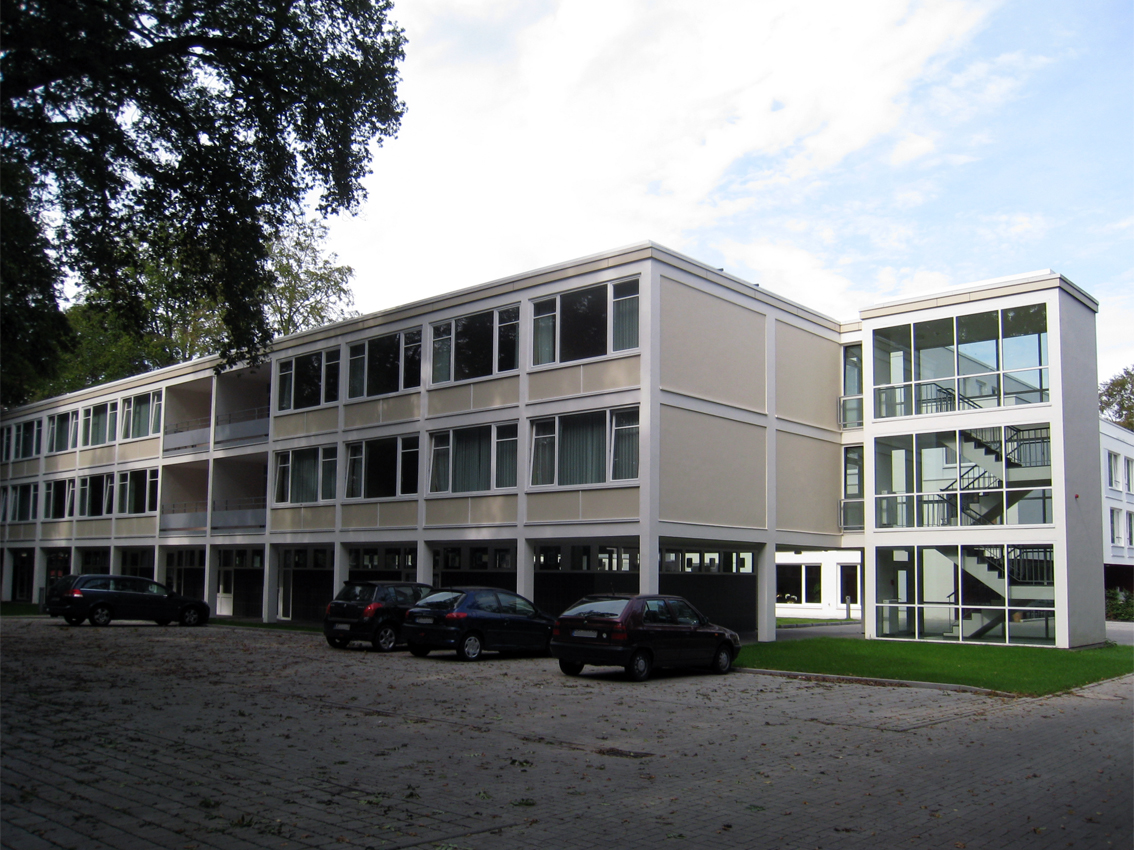
Wohnanlage des ehemaligen amerikanischen Generalkonsulats

Die Wohnanlage Marcusallee 2/4 in Bremen-Horn-Lehe, Ortsteil Horn, wurde für das amerikanische Generalkonsulat gebaut. Es ist in Deutschland eines der wenigen Gebäude, die von der Architektengruppe Skidmore, Owings and Merrill entworfen wurde. 
Das Ensemble steht seit 2009 unter Bremer Denkmalschutz.

## Geschichte
Auf einem großen, parkartigen Eckgrundstück mit altem Baumbestand an der Marcusallee/ Ecke Horner Heerstraße baute das Außenministerium der Vereinigten Staaten von 1953 bis 1954 zwei moderne Wohnhausriegel für 16 Familien der Angestellten des US-Generalkonsulats in Bremen. Das Konsulat entstand gleichzeitig in Bremen-Mitte an der Contrescarpe/Präsident-Kennedy-Platz. Die US-Regierung errichtete zur gleichen Zeit Generalkonsulate in Düsseldorf, Stuttgart und Frankfurt. Die Gebäude waren ihrer Gestaltung ähnlich. Die zwei denkmalgeschützten Häuser wurden von den US-amerikanischen Architektengruppe Skidmore, Owings and Merrill (SOM) in Zusammenarbeit mit Otto Apel aus Frankfurt/M. entworfen. Die Bauleitung hatte der Bremer Architekt W. Rogge.
Die beiden parallel angeordneten, langgestreckten (zirka 81 bzw. 73 Meter lang), dreigeschossigen Laubenganghäuser mit Flachdächern haben eine sehr hohe Entwurfsqualität, klare Strukturen und eine elegante Leichtigkeit. Gegen diese Architektur richtete sich aus konservativen Kreisen wegen „des wesensfremden Baustils in Kubusform“ eine deutliche Kritik. Das Landesamt für Denkmalpflege hingegen begründete den Denkmalschutz: „Sie sind landesgeschichtlich bedeutsame bauliche Zeugnisse des Nachkriegsstatus’ Bremens als amerikanische Enklave und Nachschubhafen der USA, eines Status’, der den Fortbestand der Eigenstaatlichkeit Bremens überhaupt erst ermöglichte.“
Durch die sorgfältige Freiraumgestaltung mit den großen Rasenflächen zwischen den Häusern und den erhaltenen Bäumen werden die Wohnhäuser in das Parkgrundstück eingebunden.
Die Erdgeschosse waren für Hausmädchenzimmer, Hausmeisterwohnung, Abstellräume etc. vorgesehen. Die Wohnungen in den je zwei Obergeschossen hatten zwei bis drei Schlafräume. Alle Wohnungen besaßen zwei Zugänge zum Laubengang, so dass das Hausmädchen ungestört zur Küche gelangen konnten. Jede Wohnung verfügte über Wohnraum, Zimmer, Süd-Loggia, Essplatz und die geräumiger Einbauküche. Nach amerikanischem Vorbild waren die Einbauschränke begehbar.
Von 1966 bis etwa 1982 wurde in den Gebäuden das Universitätsbauamt Bremen (UBA) untergebracht. 
Danach dienten die Häuser als Frauenwohnheim. Bauliche Veränderungen in den 1980er Jahren, vor allem bei den Fenstern mit ihren nun breiteren Sprossen, beeinträchtigten die Gestaltung, „stellen aber“ – nach Auffassung des Landesdenkmalamtes – „angesichts der verbleibenden baukünstlerischen Qualitäten die hohe architekturgeschichtliche und geschichtliche Bedeutung der Bauten nicht in Frage“.
Seit 2010 ist hier das Senator Pflegezentrum Marcusallee untergebracht, welches die Gebäude für 130 Plätze umgebaut hat und heute (2012) rund 60 Betten belegt.
Die Wohnanlage wurde 1974 mit dem BDA-Preis Bremen ausgezeichnet. Die Architekten Hilmes und Lamprecht wurden für die Sanierungs- und Umnutzungsplanungen mit dem Bremer Denkmalpflegepreis 2013 ausgezeichnet.
An der Marcusallee befinden sich noch die denkmalgeschützten Gebäude Nr. 1A Teehäuschen von Gut Kreyenhorst, Nr. 9 Villa Schütte, Nr. 11 Landhaus Krages und Nr. 38 Villa Koenenkamp.